# Conanthalictus cockerelli
Conanthalictus cockerelli är en biart som beskrevs av Timberlake 1961. Conanthalictus cockerelli ingår i släktet Conanthalictus och familjen vägbin. Inga underarter finns listade i Catalogue of Life.